# Ojsiany (gmina Wewirzany)
Ojsiany (lit. Aisėnai) − wieś na Litwie, w okręgu kłajpedzkim, w rejonie kłajpedzkim, 6 km na zachód od Wewirzan i 16 km na południe od Gorżd, zamieszkana przez 59 ludzi.
We wsi urodził się Gaspar Cyrtowt (1841-1913) – biskup żmudzki w latach 1910-1913.